# 浜松市フラワーパーク
浜松市フラワーパーク（はままつしフラワーパーク）とは、静岡県浜松市中央区舘山寺町195番地に位置する総面積30万m2の植物園である。
通称はままつフラワーパーク。浜松市制施行60周年事業の一環として1970年（昭和45年）9月10日に開園した。浜松市フルーツパーク（1996年（平成8年）開園）とともに財団法人浜松市フラワー・フルーツパーク公社が運営していたが、現在は浜松市花みどり振興財団が運営している。
隣接する浜松市動物園とは園内で繋がっており、共通券を購入することで両園を自由に巡ることができる。

## 概要
- 面積：30万平方メートル
- 植栽：3,000種

## 沿革
- 1970年（昭和45年）9月10日 - 浜松市フラワーパーク開園。
- 1979年（昭和48年）4月1日 - 浜松市フラワーパーク、浜松市動物園と共に舘山寺総合公園に指定。
- 2002年（平成14年）2月 - 浜松市フラワーパーク改修工事開始。
- 2003年（平成15年）3月21日 - 浜松市フラワーパークリニューアルオープン。
- 2009年（平成21年）9月19日 - 11月23日 - 浜松モザイカルチャー世界博2009開催。
  - 上記開催のため7月1日 - 12月31日の間、休園した。（7月1日 - 9月18日は準備期間、11月24日 - 12月31日は片付け期間）。
- 2013年（平成25年）
  - 4月1日 - 法人名を公益財団法人浜松市花みどり振興財団に変更。
  - 4月1日 - 浜松市フルーツパークの運営は株式会社時之栖に変更。
- 2014年（平成26年）3月20日 - 6月15日 - 浜名湖花博2014開催。

## アクセス
- 遠鉄バス：30舘山寺線「フラワーパーク」停留所下車。
- 東名高速道路 浜松西ICから車で約15分。舘山寺SICか約約車で5分。
- 新東名高速道路 浜松いなさICから約30分。

## テレビ番組
- 日経スペシャル カンブリア宮殿 "感動分岐点"を超えろ！ リピーター続出の驚き再生術！（2015年4月30日、テレビ東京）[1]